# Buslijn 23 (Haaglanden)
Buslijn 23 van HTM is een buslijn in de regio Haaglanden, in de Nederlandse provincie Zuid-Holland. Er is in de regio ook een streeklijn 23 geweest, in Zoetermeer.

## Route en dienstregeling
De lijn verbindt Scheveningen Noord (Zwarte Pad) in Stadsdeel Scheveningen via het Kurhaus, het HMC Bronovo, door de Haagse wijken Benoordenhout en Bezuidenhout, via station Laan van NOI, door Voorburg, langs Station Voorburg, door Rijswijk, langs Station Rijswijk, de Bogaard stadscentrum, door de Haagse wijk Moerwijk, langs het Zuiderpark, winkelcentrum Leyweg, het OV-knooppunt Leyenburg, door de Haagse wijk Vruchtenbuurt met het Colijnplein in Haagse wijk Bohemen. De lijn rijdt in de zomermaanden door via de Haagse wijk Meer en Bos naar Kijkduin (Deltaplein).
Buslijn 23 rijdt op werkdagen overdag iedere 10 minuten en tussen 9.00 en 14.00 uur iedere 15 minuten. Op zaterdag iedere 12 minuten en op zondag iedere 15 minuten. 's Avonds na 20.00 uur en in de vroege ochtend van het weekend rijdt buslijn 23 iedere 30 minuten. Daarnaast rijdt buslijn 23 tijdens de ochtendspits op het trajectdeel Station Voorburg - Scheveningen Noord extra vaker in één richting en op het trajectdeel Station Rijswijk - Den Haag Colijnplein extra vaker in één richting. In de middagspits is het in de tegengestelde richting.

## Geschiedenis

### 1955-1971
- 1 november 1955: De eerste instelling van lijn 23 vond plaats op het traject Tesselseplein - Schenkkade/Juliana van Stolberglaan. In het kader van de wijziging van alle Haagse buslijnaanduidingen van letters in cijfers werd dit het nieuwe lijnnummer van lijn L , die vanaf 1948 een busdienst had onderhouden op dit traject.
- 1 oktober 1962: Lijn 23 werd doorgetrokken naar Voorburg. Het eindpunt Schenkkade/Juliana van Stolberglaan werd gewijzigd in Koningin Julianalaan/Bruynings Ingenhoeslaan.
- 20 april 1964: Het eindpunt Koningin Julianalaan/Bruynings Ingenhoeslaan werd verlegd naar Laan van Nieuw Oost Einde/Van de Wateringelaan.
- 30 oktober 1966: Het eindpunt Laan van Nieuw Oost Einde/Van de Wateringelaan werd verlegd naar Voorburg Station.
- 29 augustus 1971: Het eindpunt Voorburg Station werd verlegd naar Geestbrug/Prinses Mariannelaan.

### 1971-heden
- 5 december 1971: De tweede instelling van lijn 23 vond plaats op het traject Duindorp (Tesselseplein) - Scheveningen - Voorburg - Rijswijk - Kijkduin (Deltaplein). Het was een samenvoeging van de twee voormalige lijnen 23 en 24 die op dezelfde dag werden opgeheven.
- In het enorme dienstregeling-boek van zomer 1983 neemt lijn 23 zoveel plaats in door de lange route en hoge frequentie dat het de enige lijn is met een uitvouwbare pagina, die aan weerszijden bedrukt is. Eigenlijk zijn dat vier 'volle' pagina's, in tegenstelling tot lijn 21, die één pagina heeft die bijna leeg is.(2 ritten per dag)[1]
- 15 december 2002: Het krappe eindpunt Tesselseplein werd verlaten en de lijn werd doorgetrokken naar het Markenseplein naar een ruimer eindpunt binnen de lus van tram 12.
- 12 december 2011: Het trajectdeel Markenseplein - Harstenhoekplein werd vervangen door het van lijn 22 overgenomen trajectdeel Zwarte Pad - Harstenhoekplein. De verlaten route werd overgenomen door de minder frequent rijdende lijn 22 waarmee men kon bezuinigen doordat er op dit langere uiteinde minder bussen worden ingezet.
- 9 december 2012: Lijn 23 reed met een nieuwe frequentie. Tevens werd het concessiebedrijf van HTM overgegaan naar HTMbuzz.
- 9 december 2018: Het trajectdeel Den Haag Kijkduin - Den Haag Colijnplein wordt alleen in de zomermaanden (van 1 mei tot en met 31 augustus) in de weekenden en dagelijks tijdens de zomervakantie tussen 9.00 en 20.00 uur gereden. Daarnaast kwam de route in de wijk Muziekbuurt in Rijswijk met de bijbehorende 2 haltes te vervallen. Hierdoor is de Muziekbuurt niet meer voorzien van openbaar vervoer. Met ingang van 3 januari 2021 kwam buslijn 51 van EBS die deze route en haltes aandoet (een jaar later werd dit buslijn 61 van EBS).
- 15 december 2019: De nieuwe busconcessie "Haaglanden Stad" ging vanaf dat moment in voor de periode 2019 - 2034. Daarnaast werd het vervoersbedrijf HTMbuzz na zeven jaar weer veranderd naar HTM.

## Feiten
Plannen in 1974 om van de lijn een volledige ringlijn te maken, waarbij echter Kijkduin niet meer zou worden aangedaan waarbij dan vanaf Bohemen weer naar Duindorp zou worden gereden, zijn nooit uitgevoerd. Nadat de Amsterdamse buslijn 36 in 1983 in de toenmalige vorm (Hoofddorpplein – Amsterdam Noord - Muiderpoortstation) werd opgeheven werd lijn 23 de langste stadsbuslijn van Nederland: 29 kilometer. De gemiddelde reistijd was toen 97 minuten en de lijn had 67 haltes. Sinds eind 2011 toen de lijn werd verlegd van Duindorp naar Scheveningen werd de route ingekort tot 25,3 kilometer met een gemiddelde reistijd van 66 minuten. De lijn heeft sinds eind 2018 normaliter 51 haltes maar in de zomer 58 en doorkruist naast de gemeente Den Haag twee andere gemeentes: Leidschendam-Voorburg en Rijswijk. Buslijn 23 doet drie spoorwegstations (Station Den Haag Laan van NOI, Station Voorburg en Station Rijswijk) aan, 3 ziekenhuizen (Bronovo, Leyenburg en Diaconessenhuis Voorburg), 2 badplaatsen (Kijkduin en Scheveningen) en 2 strandlocaties. Lijn 23 komt alle HTM-buslijnen (21, 22, 23, 24, 25, 26, 28, 29) tegen (en voorheen ook 2, 4, 5, 7, 13, 14, 15, 18, 19, 20, 27, 30, 31, 33, 34, 36, en 37) en ook de meeste tramlijnen kruist deze buslijn één of twee keer. Alleen tramlijn 11, 12 en 19 komt buslijn 23 niet tegen. Tot in 2011 kwam bus 23 tram 11 en 12 wel tegen. 

### Zoetermeer
In 1998 & 1999 was er in Zoetermeer een streekbuslijn 23. Samen met bus 22 reden zij elk in één richting een ringlijn om & door Rokkeveen en door Lansinghage vanaf station Centrum-west. In 2000 opgeheven en deels vervangen door lijn 71, 72 & 74.

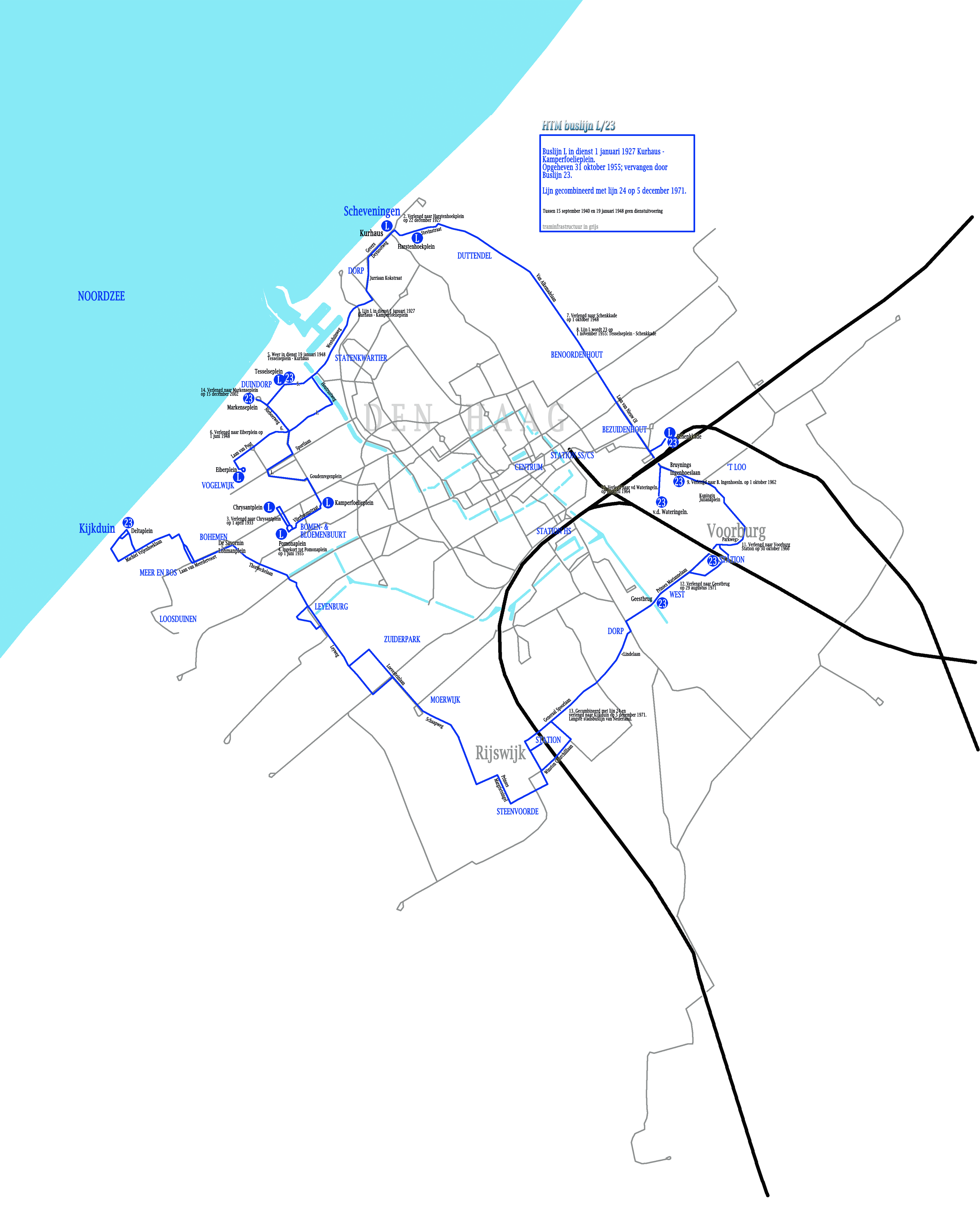
Routes van buslijn L/23 door de jaren heen; actueel tot en met 2011.